# جربان (همدان)

تعديل مصدري - تعديل

جربان هي إحدى قرى عزلة بني مكرم بمديرية همدان التابعة لمحافظة صنعاء، بلغ تعداد سكانها 1449 نسمة حسب تعداد اليمن لعام 2004.